# Vache de blues
 (juin 2021).
Si vous disposez d'ouvrages ou d'articles de référence ou si vous connaissez des sites web de qualité traitant du thème abordé ici, merci de compléter l'article en donnant les références utiles à sa vérifiabilité et en les liant à la section « Notes et références ».
Vache de blues est un festival de Blues dédié à Patrick Guyot, alias Big Bill King, qui a lieu en Lorraine de 2001 à 2015; www.vachedeblues.com.
Patrick Guyot, guitariste des groupes Rocky, Los Nullos et Vecchi e Brutti avait conçu le projet d'un événement autour du Blues qui réunirait ses nombreux amis musiciens. Lors de sa disparition en novembre 2000 les musiciens de Vecchi e Brutti et Los Nullos décident de se réunir pour lui rendre hommage pendant tout le weekend du 7 juillet 2001.
Cet hommage est un tel succès que la décision de pérenniser ce festival est prise. L'association Vache d'assos' voit le jour en 2002, réunissant les acteurs de la première édition : les membres des groupes de Patrick ainsi que les associations Evénenent de Sierck-les-Bains, Agora de Xivry-Circourt et Pavé-Le Gueulard de Nilvange.

## Les différents lieux
Les deux  premières éditions (2001 et 2002) ont lieu sur un pré dans la petite commune de Xivry-Circourt en Meurthe-et-Moselle avec une vingtaine de groupes.
De 2003 à 2007, ce festival se tient sur l'ancien site sidérurgique de Micheville, à Audun-le-Tiche à la frontière du Luxembourg.
De 2007 à 2010 il se tient sous chapiteau en plein centre-ville d'Audun-le-Tiche
De 2011 à 2015, le festival a lieu à Villerupt sur le site du Lycée Lep Henry Wallon.
En juillet 2015 s'achève cette version du festival.
L'association Label Cadence reprend le flambeau en 2016, contribuant à l’action culturelle sur le territoire de la C.C.P.H.V.A. autour des musiques actuelles et les pratiques musicales amateur.

## Membres principaux
Pierre Ennen batteur des groupes Los Nullos et Vecchi e Brutti est le président de Vache d'assos' .
Les autres membres de Vecchi e Brutti sont Carmelo Piazza, Denis François, Flavio Neri et Christophe Leduc.
Joëlle Catalan, Patrick et Jean-Marc Florimond représente l'association locale Agora, Philippe Gorszczyk chanteur de Los Nullos, sera le maître de cérémonie du festival, Mauro Albanese et Emmanuelle Mathern représentent Pavé-Le Gueulard.
La programmation sera principalement assurée par Pierre Ennen, Nicolas Vallone et Flavio Neri les premières années. Dès 2008, Nicolas Vallone endosse la direction Artistique du festival.

## Programme 2005
Les 19, 20 et 21 juillet 2005
- Memo Gonzales (Texas Blues)
- Big Dave
- Chris Whitley
- Rosebud Blue Sauce (Jump Blues)
- Byther Smith (Chicago Blues)
- Jamie Wood and the Roadhouse Rockets
- Cac & Co
- Doucement l'Matin
- Les Gonfleurs d'Hélices
- K-Pra
- Moove
- Vecchi e Brutti
- Booze Brothers (Irish Folk Rock)

## Programme 2007
Les 6, 7 et 8 juillet 2007
- Boo Boo Davis (Usa-Delta Blues)
- Carl Wyatt Band (Irlande-blues)
- Sherman Robertson and the Bluesmove (Usa- Blues)
- Sharrie Willians and the Wiseguys (Usa-blues jazz gospel)
- Gail Muldrow (Usa-Blues)
- Awek (France- Blues)
- Sugar Ray and the Bluetones (Usa-blues) featuring Monster Mike Welch
- Big Dez (France Blues)
- Red Rooster (Belgique-rythm and blues)
- Disfonction (France-funk)
- Bandit's (Luxembourg- blues rock)
- Kingstone (France-rock)
- Wild Horses Country Band (France-country)

## Programme 2008
Les 4, 5 et 6 juillet 2008
- Fanfare du Commando Fête (Belgique)
- Fred Chapellier (France)
- Stincky Loo & the Goon Mat (Belgique)
- Gary Smith, Andy Just and Volker Strifler Band (USA)
- Jumping Johnny Sansone (Italie)
- Sonny Rhodes & Brian Templeton (USA)
- Rod Piazza & The Mighty Flyers (en) (USA)
- Plus Point (Luxembourg)
- La Klinik du Dr Schultz (France)
- Egidio Juke Ingala & the Italian Blues All Stars (Italie)
- Jon Cleary & the Absolute Monster Gentlemen (en) (USA)